# Umimachi Diary (película)
Umimachi Diary (海街diary lit. Diario de la ciudad costera?) es una película japonesa del año 2015, dirigida por Hirokazu Koreeda y protagonizada por Haruka Ayase, Masami Nagasawa, Kaho y Suzu Hirose. Cuenta la historia de tres hermanas que viven en Kamakura, y tras la muerte de su padre conocen a una nueva media hermana de 14 años. Se basa en el manga homónimo de Akimi Yoshida. Fue seleccionada para competir por el Palma de Oro en el Festival de Cannes de 2015.

## Argumento
Sachi (Haruka Ayase), Yoshino (Masami Nagasawa) y Chika Kōda (Kaho) son tres hermanas de 29, 22 y 19 años de edad, respectivamente. Las hermanas viven en la casa de sus abuelos en Kamakura, donde crecieron después de que sus padres se separaron y las abandonaron. Un día reciben noticias de la muerte de su padre, a quien no han visto en quince años. En el funeral, descubren que tienen una media hermana, Suzu Asano (Suzu Hirose), de 14 años. Debido a que no hay nadie quien la cuide, Sachi la invita a vivir con ellas.

## Reparto
- Haruka Ayase como Sachi Kōda.
- Masami Nagasawa como Yoshino Kōda.
- Kaho como Chika Kōda.
- Suzu Hirose como Suzu Asano.
- Ryo Kase como Sakashita.
- Kirin Kiki como Fumiyo Kikuchi.
- Lily Franky como Sen-ichi Fukuda.
- Jun Fubuki como Sachiko Ninomiya.
- Shinichi Tsutsumi como Kazuya Shiina.

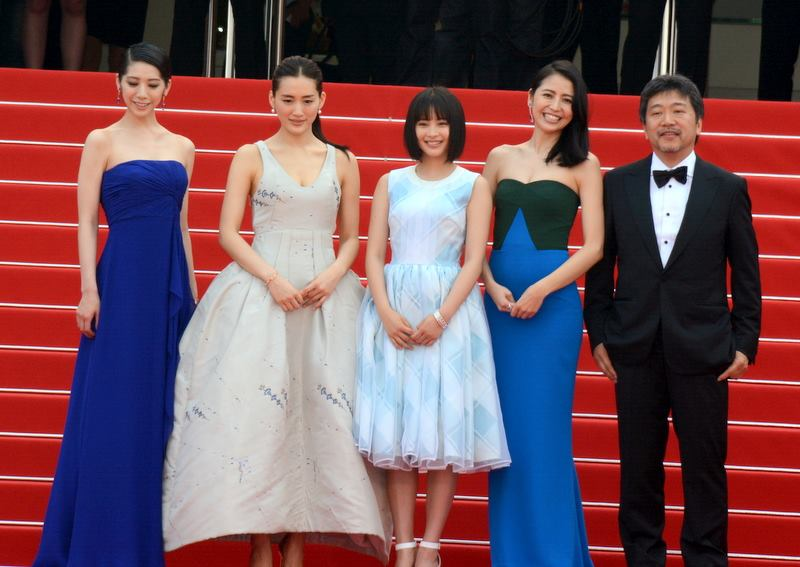
El director y las estrellas en el Festival de Cannes de 2015.

- Shinobu Otake como Miyako Sasaki.

## Producción
La película fue producida por Fuji Television, Shogakukan, Toho y Gaga Corporation. El rodaje comenzó en julio de 2014.

## Lanzamiento
Se estrenó en el Festival de Cannes 2015, y el 13 de junio de 2015, fue lanzada en Japón.  El 14 de octubre de 2015, se estrenó en Londres, Inglaterra como parte del Festival de Cine de Londres

### Taquilla
La película ha recaudado ¥ 1,55 mil millones en Japón.

### Recepción
Rotten Tomatoes reportó un 93% de aprobación para Our Little Sister, basado en 102 críticos. La película también tiene un promedio de 75/100 en Metacritic.
Las actuaciones de los actores recibieron respuestas positivas de los críticos. Las cuatro actrices que retrataron a las hermanas fueron todas premiadas o nominadas para los 39th Premios de la Academia Japonesa. (Haruka Ayase fue nominada a Mejor Actriz Principal, Masami Nagasawa y Kaho fueron nominados a la Mejor Actriz de Reparto y Suzu Hirose ganó a Novato del Año.)
La película también ganó el Premio del Público en el Festival Internacional de Cine de San Sebastián.